# Дрейфуючі хмари
«Дрейфуючі хмари» («Kauas pilvet karkaavat») — фінський художній фільм 1996 р. режисера Акі Каурісмякі. У фільмі зіграли Каті Оутінен, Карі Вяянянен, Маркку Пелтола. Фільм є першим у трилогії Каурісмякі «Фінляндія». Інші два: «Людина без минулого» та «Вогні у сутінках».

## Сюжет
Ілона Копонен (Каті Оутінен), головна офіціантка у ресторані «Дубровник», одружена з Лаурі (Карі Вяянянен), машиністом трамваю. Подружжя живе у маленькій, скромно умебльованій квартирі в Гельсінкі. Одного вечора, коли вони обоє прийшли до дому з роботи, Лаурі дивує Ілону новим телевізором, придбаним ним на виплат. Після нетривалого обговорення їхніх спроможностей виконувати свої фінансові зобов'язання, вони погоджуються, що платежі щодо придбаного телевізора їм під силу.

Наступного дня, коли Лаурі приходить на роботу, він дізнається, що компанія звільняє декілька працівників з огляду на закриття деяких трамвайних маршрутів через їх збитковість. Випадково саме він опиняється серед працівників, яких буде звільнено. Наступного дня після того, як Лаурі завершив свій останній маршрут, Ілона дізнається від власниці «Дубровника», що заклад продано мережевій ресторанній компанії і що увесь персонал буде розпущено, оскільки новий власник прийде зі своїми співробітниками.

Вони обоє негайно починають шукати нову роботу, але з невтішними результатами. Лаурі отримує пропозицію роботи водієм автобуса, проте не складає медичний екзамен і, як наслідок, втрачає професійні водійські права. Ілона отримує роботу в жалюгідному барі-ресторані, який навіть не має назви та утримується податковим шахраєм. Після 6 тижнів праці там, ресторан закривається владою і Ілона не отримує заробітню плату від нечесного власника.
У процесі пошуку ними серйозного працевлаштування і Лаурі і Ілона входять у запої, увесь час перетинаючись з їхніми колишніми колегами, які мають схожі проблеми. В один момент вони навіть продають свою машину і відносять зароблене у казино в надії подвоїти гроші. Проте закінчують вони тим, що втрачають усе. Більша частина їх меблів, як і новий телевізор, куплений Лаурі, забираються кредиторами.

Одного дня Ілона випадково зіштовхується з пані Сйогольм (Еліна Сало), її колишнім керівником. Сйогольм пропонує Ілоні відкрити ресторан, а оскільки Ілона не має фінансових ресурсів для цього проекту, то пані Сйогольм погоджується забезпечити капіталом відкриття і початок роботи ресторану, розуміючи, що Ілона поверне позику. Ілона, під тиском свого нещодавнього досвіду, з початку неохоче сприймає пропозицію через страх, що ресторан буде збитковим і вона не буде спроможна повернути борг пані Сйогольм. Зрештою вона погоджується.

Ілона називає ресторан «Праця» та наймає декого з персоналу «Дубровника», включаючи проблемного шеф-кухаря Лаюнена (Маркку Пелтола), а також Лаурі. Сповнена тривогою під час обіднього часу, який повільно тягнеться, у день відкриття, Ілона швидко позбавляється хвилювань коли бачить, що ресторан заповнюється пізніше вже того самого дня. Після отримання дзвінка щодо резервації 30 місць Лаурі та Ілона виходять з ресторану, стають на вхідних східцях та, виглядаючи беземоційно, дивляться у небо у той час як усе більше людей заходить у ресторан.

## Актори та ролі
- Каті Оутінен — Ілона Копонен
- Карі Вяянянен — Лаурі Копонен
- Еліна Сало — пані Роува Сйогольм
- Сакарі Куосманен — Мелартін, портьє
- Маркку Пелтола — Лаюнен, шеф-кухар
- Матті Оннісмаа — Форсстрьом, власник бару
- Шеллі Фішер — піанист

## Реакція

### Критика
Хоча фільм, загалом, не перебував у широкому прокаті та, як результат, не мав комерційного успіху, він був добре сприйнятий критиками у цілому світі та отримав кілька важливих кінонагород.

Вебсайт відгуків Rotten Tomatoes зібрав лише 9 відгуків критиків, але всі з них були позитивні (з рейтингом 7.1 з 10). Водночас 90 % глядачів — відвідувачів сайту оцінили фільм позитивно.* [Архівовано 28 квітня 2014 у Wayback Machine.] 

Кінокритик Роджер Еберт у 1998 р. оцінив фільм у 3,5 зірки з 4-ох, відзначаючи «витончену іронію» Каурісмякі та опонуючи широко розповсюдженому сприйняттю Каурісмякі як мінімаліста, натомість висловлюючи думку, що «екран насичений образами та ідеями».* [Архівовано 27 квітня 2014 у Wayback Machine.]

Деміан Кеннон з Movie Reviews UK у 1997 р. дав фільму 4 зірки з 5-ох, назвавши його «екзаменом на життя та виживання в умовах невдачі, безпринципних характерів і власної недалекоглядності», а також підсумувавши, що «Каурісмякі зумів вразити».*

### Нагороди

#### Перемоги
- Каннський кінофестиваль 1996
  - Приз екуменічного журі — окрема відзнака
- Бельгійська асоціація кінокритиків (1997)
  - Гран-прі
- Юссі (1997)
  - Найкращий фільм
  - Найкраща актриса — Каті Оутінен
  - Найкраща режисура — Акі Каурісмякі
  - Найкращий сценарій — Акі Каурісмякі
  - Найкраща акторка другого плану — Еліна Сало
- Міжнародний кінофестиваль у Сан-Паулу (1996)
  - Приз глядацьких симпатій
- Міжнародний кінофестиваль у Тромсе (1997)

#### Номінації
- Каннський кінофестиваль 1996
  - Золота пальмова гілка (Поступився фільму "Секрети та брехня")
- Оригінальна музика («Lonesome Traveler») — Шеллі Фішер.